# Emil Devetak
Emil Devetak, slovenski profesor in kulturni delavec, * 3. marec 1934, Sovodnje ob Soči, Kraljevina Italija.  

## Življenje in delo
Rodil se je v Sovodnjah ob Soči v družini sedlarja Petra in gospodinje Gizele Devetak (rojene Vižintin). Ljudsko šolo je obiskoval v rojstnem kraju, nižjo gimnazijo in licej v Gorici, kjer je leta 1955 tudi maturiral. Doktoriral/diplomiral? je na filozofski fakulteti Univerze v Trstu z disertacijo La formazione della coscienza nazionale slovena nel Goriziano, v kateri je prikazal obdobja v katerih so zaslužne osebnosti in zgodovinska dogajanja dejansko prispevala k širjenju narodne zavesti na Goriškem. Kot profesor je poučeval slovenščino, zgodovino in zemljepis na več slovenskih šolah v Gorici. Leta 1986 je postal mentor in urednik dijaškega glasila Marjetica, ki izhaja trikrat letno na goriški srednji šoli Ivan Trinko. Bil je tudi član deželne komisije za strokovni pregled učbenikov (predvsem zgodovina in slovenščina), katere je izdal in založil Deželni šolski zavod Furlanije - Julijske krajine. Leta 1988 je postal član upravnega sveta Slovenskega centra za glasbeno vzgojo Emil Komel v Gorici.